# 心臓オーケストラ
『心臓オーケストラ』（しんぞうオーケストラ）は、THE BACK HORNの2枚目のフルアルバム。2002年11月13日にCCCDで発売。2005年8月24日にCD-DAで再発された。

## 収録曲
全作詞・作曲・編曲：THE BACK HORN
1. ワタボウシ
2. ゲーム
  - DVD未収録だがPVが存在する。
3. 涙がこぼれたら
  - 4thシングル。
4. 夏草の揺れる丘
  - 『BEST THE BACK HORN』にも収録。
5. マテリア
6. ディナー
7. 夕暮れ
8. 野生の太陽
9. 世界樹の下で
  - 3rdシングル。
10. ぬくもり歌